# Leisure Suit Larry: Wet Dreams Dry Twice
Leisure Suit Larry: Wet Dreams Dry Twice ist ein 2020 erschienenes Computerspiel, entwickelt vom deutschen Studio CrazyBunch und veröffentlicht von Assemble Entertainment. Das Erotik-Adventure ist die Fortsetzung von Leisure Suit Larry: Wet Dreams Don’t Dry.

## Handlung
Die Handlung setzt nach den Ereignissen des Vorgängers Wet Dreams Don't Dry ein. Larry ist auf der Insel Cancum im Kalau'a-Archipel gestrandet und begibt sich auf die Suche nach seiner großen Liebe Faith, die verschwunden ist. Ausgangspunkt der Suche und der einzige Hinweis auf ihren Verbleib ist ein schwaches Signal ihres Mobiltelefons.

## Spielprinzip und Technik
Wie der Vorgänger sowie die Titel der ursprünglichen Leisure-Suit-Larry-Reihe ist das Spiel ein Point-and-Click-Adventure mit erotischem Humor. Der Spieler muss dabei Objekte kombinieren und mit Charakteren sprechen, um die Rätsel zu lösen.

## Produktionsnotizen
Entwickelt wurde das Spiel von dem Hamburger Entwicklerstudio CrazyBunch und offiziell angekündigt Anfang August 2020. Am 23. Oktober 2020 – und damit eine Woche später als geplant – wurde das Spiel von Assemble Entertainment für Microsoft Windows und MacOS veröffentlicht. Am 18. Mai 2021 erschien es für die Konsolen PlayStation 4, Nintendo Switch und Xbox One.
Die deutsche Synchronstimme Larry Laffers übernahm Philipp Moog, der u. a. auch Barney Stinson aus How I Met Your Mother gesprochen hat.

## Rezeption
Leisure Suit Larry: Wet Dreams Don’t Dry erhielt gemischte Bewertungen. Bei Gamestar (68 %) wurde als Kritik u. a. festgehalten, dass die Schwierigkeit der Rätsel schwanke, die Dialoge zum Teil etwas hölzern und die Interaktionsmöglichkeiten überschaubar seien. Bei Maniac.de (78 %) wurde das Spiel als „mal zotige, mal charmante Fortsetzung“ beschrieben, die „nicht vor bizarren Logiksprüngen“ zurückschrecke.
Die Rezensionsdatenbank Metacritic aggregiert 12 Rezensionen zu einem Mittelwert von 73.